# Miran Arutjunjan
Miran Arutjunjan (* 25. března 1989 Ečmiadzin) je ruský a arménský zápasník – klasik, stříbrný olympijský medailista z roku 2016, který reprezentuje rodnou Arménii od roku 2013.

## Sportovní kariéra
Narodil se v arménském Vagharšapatu (dříve Ečmiadzin). Ve čtyřech letech odešel s rodiči za lepšími životními podmínkami do Moskvy. Zápasení v klasickém stylu se věnuje od svých 13 let pod vedením Arama Sarkisjana. V širší ruské seniorské reprezentaci se pohyboval od roku 2009 jako svěřenec Rubena Tatuljana. V roce 2013 přijal nabídku Samvela Gevorgjana reprezentovat v zápasení rodnou Arménii. V roce 2015 se pátým místem na mistrovství světa kvalifikoval na olympijské hry v Riu. Ve čtvrtfinále vyřadil favorizovaného jižního Korejce Rju Han-sua 2:1 na technciké body a v semifinále v prestižním souboji porazil Rasula Čunajeva z Ázerbájdžánu 4:1 na technické body. Ve finále nastoupil proti Davoru Štefanekovi ze Srbska. Koncem druhé minuty finále dostal záručí Štefaneka ven za hrací pole a ujal se vedení 1:0 na technické body. Závěr zápasu však takticky nezvládl, byl potřetí napomínán za pasivitu a dostal soupeře do vedení 1:1 jako posledního bodujícího. V posledních sekundách němel sílu dostat se přes Štefanekovu obranu a jako poražený finalista získal stříbrnou olympijskou medaili.

## Výsledky
| Olympijské hry     |    |   | —  |    |   |   | — |   |     |    | 2.  |  |  |
| Mistrovství světa  | —  | — |    | —  | — | — |   | — | úč. | 5. |     |  |  |
| Evropské hry       |    |   |    |    |   |   |   |   |     | 2. |     |  |  |
| Mistrovství Evropy | —  | — | —  | —  | — | — | — | — | —   | 2. | úč. |  |  |
| MS juniorů         | —  | — | 3. | 2. |   |   |   |   |     |    |     |  |  |
| ME juniorů         | —  | — | 3. | —  |   |   |   |   |     |    |     |  |  |
| ME dorostenců      | 3. |   |    |    |   |   |   |   |     |    |     |  |  |